# Norman Borlaug
Norman Ernest Borlaug (25. marts 1914 – 12. september 2009) modtog Nobels fredspris i 1970 for forskning på International Maize and Wheat Improvement Center, og er anset for at være far til Den Grønne Revolution.
Han blev født i Iowa, USA af norske immigranter. Han tog sin bachelor- master- og professor-grad ved Universitetet i Minnesota.
Borlaug er kendt som den person, som har reddet en millard mennesker fra at dø af sult gennem den grønne revolution.
Han har gennem sin forskning udviklet planter, som kan vokse tættere og blomstre oftere, noget som har stor betydning i lande, hvor hunger-katastrofer truer. Efter Borlaugs opfattelse skulle kun 4 mia. mennesker kunne leve på de landbrugsarealer som findes i dag, hvis de var økologisk dyrkede.
I midten af 1900-tallet begyndte Borlaug at sprede sine teorier om hvededyrkning til Mexico, Pakistan og Indien. Resultatet blev at Mexico til og med kunne eksportere hvede, medens Indien og Pakistan fordoblede deres høst og dermed kunne undgå hungersnød.

## Billedgalleri
- Dr. Borlaug med USDA Landbrugs Sekretær Ann M. Veneman ved fødselsdagkagen til hans 90 års fødselsdag.
- Nigerianske udvekslingsstudenter møder Norman Borlaug ved World Food seminaret, 2003.
- Præsident George W. Bush sammen med Majority leader i Repr. Hus Steny Hoyer og Formanden for senatet Nancy Pelosi lykønsker Borlaug med Kongressens Guldmedalje den 17. juli 2007.